# Bundesmarine
De Bundesmarine was de gebruikelijke, maar inofficiële naam van de militaire marine van de Bondsrepubliek Duitsland tot 1995. De officiële naam was Marine en zij maakte deel uit van de Bundeswehr.
De Bundesmarine werd opgericht op 12 november 1955. Bij de Duitse hereniging in 1990 hielden de DDR en haar Volksmarine op te bestaan. De Bundesmarine nam slechts een deel van de vloot van de Volksmarine in gebruik. Sinds 1995 wordt in plaats van de naam Bundesmarine de eveneens inofficiële naam Deutsche Marine gebruikt.
De Bundesmarine werd uitgerust met schepen van eigen ontwerp (Kölnklasse fregatten, Hamburgklasse jagers) en van Amerikaanse herkomst. Zo waren tot in de jaren zeventig nog enkele jagers van de, uit de Tweede Wereldoorlog daterende Fletcherklasse in dienst. In 1970 kocht de Bundesmarine ook nog 3 Amerikaanse jagers van de Adamsklasse voor luchtverdediginstaak aan, nadat een plan voor een super-Hamburg te duur was gebleken.
Ook later is de Bundesmarine op buitenlandse ontwerpen blijven steunen: het ontwerp voor de Bremenklasse (F-122) fregatten is gebaseerd op de Nederlandse Kortenaerklasse en bij het ontwerp van de Sachsenklasse (F-124) is nauw samengewerkt met de Koninklijke Marine.

## Sterkte van de Bundesmarine

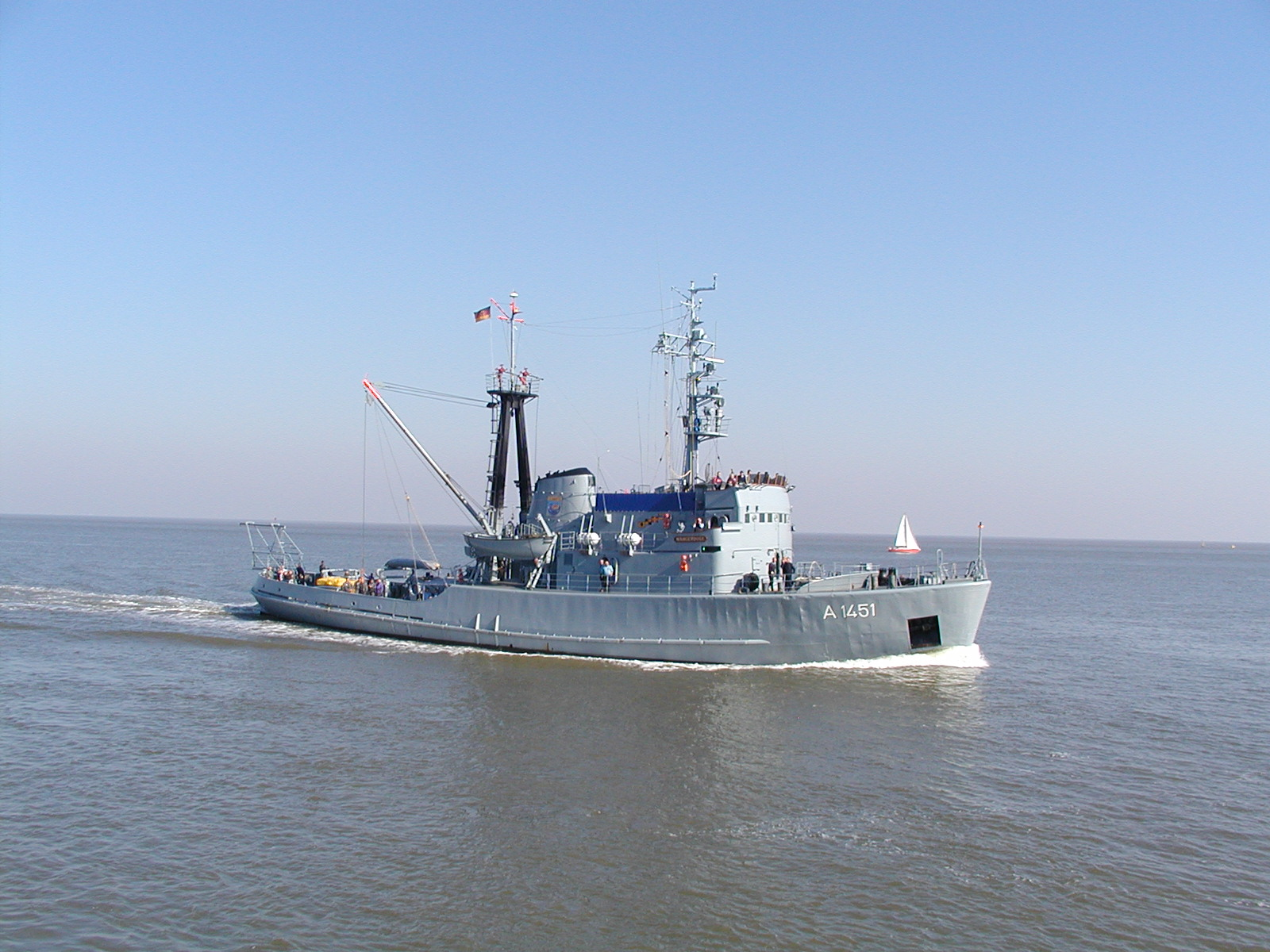
Zeesleper Wangerooge

Rond 1985 was de sterkte als volgt:
- 17 torpedobootjager en fregatten
- 5 onderzeebootjagers
- 60 mijnenvegers
- 40 Schnellboote
- 24 onderzeeërs
- 22 landingsvaartuigen
- 30 hulpschepen
- 110 jachtbommenwerpers
- 20 patrouillevliegtuigen
- 20 lichte vrachtvliegtuigen
- 35 helikopters